# NFL sezona 1924.
NFL sezona 1924. je 5. po redu sezona nacionalne lige američkog nogometa.
U sezoni 1924. natjecalo se ukupno 18 momčadi. Prvacima su proglašeni Cleveland Bulldogsi. Cleveland Bulldogsi su zapravo bili nasljednici Canton Bulldogsa, aktualnih prvaka lige, koje je prije početka sezone kupio dotadašnji vlasnik sada ugašenih Cleveland Indiansa.

## Poredak na kraju sezone
| Momčad                   | Pob | Por | Ner | %    |
| ------------------------ | --- | --- | --- | ---- |
| Cleveland Bulldogs*      | 7   | 1   | 1   | 87,5 |
| Chicago Bears            | 6   | 1   | 4   | 85,7 |
| Frankford Yellow Jackets | 11  | 2   | 1   | 84,6 |
| Duluth Kelleys           | 5   | 1   | 0   | 83,3 |
| Rock Island Independents | 5   | 2   | 2   | 71,4 |
| Green Bay Packers        | 7   | 4   | 0   | 63,6 |
| Racine Legion            | 4   | 3   | 3   | 57,1 |
| Chicago Cardinals        | 5   | 4   | 1   | 55,6 |
| Buffalo Bisons           | 6   | 5   | 0   | 54,5 |
| Columbus Tigers          | 4   | 4   | 0   | 50,0 |
| Hammond Pros             | 2   | 2   | 1   | 50,0 |
| Milwaukee Badgers        | 5   | 8   | 0   | 38,5 |
| Akron Pros               | 2   | 6   | 0   | 25,0 |
| Dayton Triangles         | 2   | 6   | 0   | 25,0 |
| Kansas City Blues        | 2   | 7   | 0   | 22,2 |
| Kenosha Maroons          | 0   | 4   | 1   | 0,0  |
| Minneapolis Marines      | 0   | 6   | 0   | 0,0  |
| Rochester Jeffersons     | 0   | 7   | 0   | 0,0  |

Napomena: * - proglašeni prvacima, % - postotak pobjeda

## Vanjske poveznice
- Pro-Football-Reference.com, statistika sezone 1924. u NFL-u